# Хельд, Исаак
Исаак Хельд (Isaac Meyer Held, род. 23 октября 1948, Ульм, Германия) — американский физик и метеоролог немецкого происхождения. Старший научный сотрудник Geophysical Fluid Dynamics Laboratory Национального управления океанических и атмосферных исследований, профессор Принстонского университета, член Национальной АН США. Удостоен высшей награды Американского метеорологического общества Carl-Gustaf Rossby Research Medal (2008) и BBVA Foundation Frontiers of Knowledge Award (2011).

## Биография
Родился в лагере для беженцев, а когда ему было четыре года, его семья иммигрировала в США. Его мать пережила Освенцим.
Окончил Миннесотский университет (бакалавр наук, 1969). В 1971 году получил степень магистра физики в Университете штата Нью-Йорк в Стоуни-Брук. Степень доктора философии по атмосферным и океаническим наукам получил в Принстонском университете в 1976 году под началом Сюкуро Манабе. В 1976—1978 годах постдок в Гарвардском университете. С 1978 года по настоящее время работает в Geophysical Fluid Dynamics Laboratory Национального управления океанических и атмосферных исследований. С 1979 года также лектор в Принстонском университете, ныне в ранге профессора, с 1998 года ассоциат его Института окружающей среды и с 1999 года — программы прикладной и вычислительной математики.
Являлся экспертом Всемирной метеорологической организации.
Автор Четвёртого оценочного доклада МГЭИК.
Член НАН США (2003). Фелло Американского метеорологического общества (1991) и Американского геофизического союза (1995).
Женат с 1974 года, есть ребёнок.

## Награды и отличия
- Meisinger Award Американского метеорологического общества (1987)
- Rosenstiel Award, Университет Майами (1994)
- Bernhard Haurwitz Memorial Lecturer Американского метеорологического общества (1999)
- Золотая медаль министерства торговли США (1999)
- NOAA Presidential Rank Award (2005)
- Carl-Gustaf Rossby Research Medal[англ.], высшая награда Американского метеорологического общества (2008)
- BBVA Foundation Frontiers of Knowledge Award (2011)[3]
- Лекция Бьеркнеса секции атмосферных наук Американского геофизического союза (2016)
- Медаль Роджера Ревелла Американского геофизического союза (2018)